# Fondation Open Source Geospatial
La Fondation Open Source Geospatial (OSGeo) est une organisation non gouvernementale fondée en 2006 pour soutenir et construire une offre de logiciels open source en géomatique.
Elle se décline en diverses représentations locales (ou linguistiques) destinées à relayer les missions de l'OSGeo et animer les communautés localement. La représentation francophone officielle de l'OSGeo, OSGeo-fr, s'est créée le 19 juin 2008 en assemblée générale constitutive et a été déclarée association loi de 1901 au Journal officiel du 23 août 2008.